# Qin Gang
Qin Gang (秦刚S, Qín GāngP; Tientsin, 19 marzo 1966) è un politico e diplomatico cinese.
Ministro degli affari esteri cinese dal 30 dicembre 2022 al 25 luglio 2023, nella gerarchia diplomatica cinese era secondo solo a Wang Yi, Direttore dell'Ufficio della Commissione Centrale per gli affari esteri del Partito Comunista Cinese.

## Biografia
Qin Gang ha conseguito nel 1988 il Bachelor of Laws con specializzazione in relazioni internazionali presso la University of International Relations di Pechino.
Dopo la laurea, è entrato nello staff dell'Ufficio dei servizi per le missioni diplomatiche di Pechino.
Nel 1992 è entrato al Ministero degli affari esteri cinese come addetto e terzo segretario presso il Dipartimento per gli affari dell'Europa occidentale.
Nel 1995 è stato terzo e poi secondo segretario dell'ambasciata cinese nel Regno Unito.
Nel 1999 è ritornato al Ministero degli affari esteri come direttore di divisione presso il Dipartimento per gli affari dell'Europa occidentale.
Nel 2002 è ritornato all'ambasciata cinese nel Regno Unito in qualità di consigliere.
Nel 2005 è stato nominato vice direttore generale e portavoce del Dipartimento informazione del Ministero degli affari esteri.
Nel settembre 2010, è stato nominato inviato speciale della Repubblica popolare cinese nel Regno Unito.
Nel dicembre 2011, è ritornato a Pechino, nominato direttore generale del Dipartimento informazione del Ministero degli affari esteri, e dal 2014 direttore generale del Dipartimento protocollo.
Nel settembre 2018, è stato nominato vice ministro degli affari esteri.

### Ambasciatore negli Stati Uniti
Il 27 luglio 2021 Qin Gang è divenuto l'11º ambasciatore della Repubblica Popolare Cinese negli Stati Uniti d'America, a seguito della decisione del Comitato permanente dell'Assemblea nazionale del popolo.
Il 22 settembre 2021 Qin ha sostenuto il concetto del Partito Comunista Cinese di "democrazia popolare dell'intero processo" nel corso di una conferenza organizzata dai centri studi statunitensi Carter Center e Fondazione George H.W. Bush per le relazioni Stati Uniti-Cina, affermando: «Non è ovvio che sia la filosofia cinese incentrata sul popolo che il presidente Lincoln "del popolo, dal popolo, per il popolo" sono per il bene del popolo? [...] Dobbiamo comprendere l'intero processo democratico della Cina socialista sia come questa: dal popolo, al popolo, con il popolo, per il popolo?»
Il 28 gennaio 2022, in un'intervista rilasciata a National Public Radio, l'ambasciatore Qin ha definito il genocidio degli uiguri «ingannevole, bugie e disinformazione».
Il 10 aprile 2022 Qin Gang ha ospitato presso l'ambasciata di Washington un incontro tra i tre taikonauti del veicolo spaziale Shenzhou 13 a bordo della stazione spaziale Tiangong e un gruppo di studenti statunitensi.
Nell'agosto 2022 Qin ha definito la visita di Nancy Pelosi a Taiwan «spericolata e provocatoria».
Nell'ottobre 2022 nel corso del XX Congresso del Partito Comunista Cinese è stato nominato tra i 200 membri permanenti del XX
Comitato centrale.
Per le sue posizioni intransigenti in merito allo status politico di Taiwan, Qin è considerato uno dei "lupi guerrieri" della diplomazia cinese.

### Ministro degli affari esteri
Il 30 dicembre 2022 è stato nominato Ministro degli affari esteri della Repubblica Popolare Cinese, in successione di Wang Yi, divenendo così il secondo nella gerarchia diplomatica cinese.
Nel gennaio 2023 la prima missione da ministro degli esteri è stata l'incontro con il Presidente della Commissione dell'Unione africana Moussa Faki ad Addis Abeba e con il Segretario generale della Lega araba Ahmed Aboul Gheit al Cairo, confermando il partenariato Cina-Africa.
Il 12 marzo 2023 Qin è stato nominato Consigliere di Stato della Repubblica Popolare Cinese. «In meno di sei mesi, Qin è salito di due gradini nella sua carriera [politica]. È un evento estremamente raro», ha commentato Wen-Ti Sung dell'Università Nazionale Australiana.
Il 18 giugno 2023 ha ricevuto a Pechino il Segretario di Stato degli Stati Uniti d'America Antony Blinken, primo incontro Cina-USA dopo l'incidente del pallone aerostatico cinese del gennaio-febbraio 2023.
L'11 luglio 2023 il portavoce del ministero degli Esteri cinese Wang Wenbin ha annunciato che Qin non avrebbe partecipato alle riunioni dei ministri degli esteri dell'ASEAN tenutesi a Giacarta, in Indonesia, il 13 e 14 luglio, per motivi di salute. Alle riunioni la Cina era rappresentata da Wang Yi, che ricopre il ruolo di direttore dell'Ufficio della Commissione Centrale per gli affari esteri del Partito Comunista Cinese. Qin non è stato visto in pubblico dalla fine di giugno 2023, compresi i colloqui con il segretario al Tesoro degli Stati Uniti Janet Yellen a luglio. La sua mancata disponibilità è stata una delle ragioni della cancellazione della visita in Cina nel mese di luglio dell'Alto rappresentante dell'Unione per gli affari esteri e la politica di sicurezza Josep Borrell.
Il 25 luglio 2023 Qin Gang è stato rimosso per decisione del Comitato permanente dell'Assemblea nazionale del popolo e sostituito dal predecessore Wang Yi.

## Vita privata
È sposato con Lin Yan; i due hanno un figlio.